# Fosfeto de alumínio
O fosfeto de alumínio é um composto químico de fórmula AlP. Apresenta-se geralmente como um pó cinzento amarelado ou esverdeado devido à hidrólise e oxidação. É um material semicondutor de amplo gap de energia e também é utilizado como desinfetante.